# Bucsacsi béke
A bucsacsi (buczacz-i) békeszerződést (lengyelül: Pokój w Buczaczu, törökül: Bucaş Antlaşması) 1672. október 18-án, az 1672–1676-os lengyel–török háború első évének végén kötötték meg a podóliai Buczacz (Bucsacs) városában, egyfelől Wiśniowiecki Mihály király, a Lengyel–Litván Unió uralkodójának képviselői, másfelől Köprülü Ahmed nagyvezír, IV. Mehmed oszmán szultán nevében. A belső zavarok miatt amúgy is súlyos helyzetbe került lengyel korona számára a szerződés újabb megalázó hátrányokat jelentett. A szejm nem is fogadta el, a háború folytatódott. Sobieski János király későbbi sikeres hadműveleteivel túlhaladta a bucsacsi szerződést, a háborút 1676-ban az Unió számára előnyösebb zsuravnói szerződéssel zárták le.

## Előzmények
Az 1660-70-es években a Lengyel–Litván Uniót belső politikai harcok és belháborúk gyengítették. 1666-ban Petro Dorosenko, a jobb parti Ukrajna kozák hetmanja a krími tatárokkal szövetkezett, hogy Ukrajnát elszakítsa Lengyelországtól. II. János Kázmér lengyel király nem tudott úrrá lenni a Habsburg-barát és a franciabarát főúri pártok viszályán, 1668-ban lemondott és franciaországi számkivetésbe távozott. Utódjává 1669-ben a főnemesség Wiśniowiecki Mihályt választotta királlyá. Ő sem tudott azonban úrrá lenni főúri pártharcok fölött. 1671-ben Sobieski János leverte Dorosenko felkelését, de 1672-ben IV. Mehmed oszmán szultán hadat üzent, hogy kiűzze a lengyel (és az orosz) hatalmat Ukrajnából.
Kitört az újabb lengyel–török háború. Köprülü Ahmed pasa nagyvezír 80 000 főnyi hada 1672 augusztus végére ostrommal bevette a stratégiai fontosságú Kamenec-Podolszk erődjét. A győzelmes török hadjárat eseményeit Hadzsi Ali török krónikás jegyezte le. A korábbi belharcokban megtizedelt lengyel királyi haderő nem tudott ellenállást kifejteni. A törökök elfoglalták Podóliát, majd szeptember 20-án ostrom alá vették Lemberget. Sobieski János nagyhetman saját lovassága hiába ért el sikereket a tatár portyázók ellen, 1672 október elejére a vert helyzetbe jutott Wiśniowiecki Mihály király béketárgyalásokra kényszerült a törökökkel.
1672. október 18-án (vagy 16-án) Wiśniowiecki képviselői a podóliai Buczacz városában (ma Bucsacs, Délnyugat-Ukrajna) aláírták a megegyezést, jogállását tekintve „előzetes békeszerződést”. Az Oszmán Birodalmat a nagyvezír és az Aleppói vilajet elöljárójának (beglerbégjének) megbízottai képviselték.

## A szerződés tartalma
A szerződés rendelkezései szerint a Lengyel–Litván Unió uralkodója átengedi az Oszmán Birodalomnak egész Podóliát, Kamenec-Podolszk erődjével együtt, továbbá a jobb parti Ukrajna csaknem teljes területét, melyeket a szultán saját hűbéreseinek, Dorosenko kozákjainak kívánt átadni.
Wiśniowiecki Mihály a következő területek fölötti rendelkezéséről kényszerült lemondani:
- a Podóliai vajdaságról(wd), Kamenec-Podolszki erődjével együtt.
- a Bracławi vajdaságról(wd), Bracław városával együtt,
- a Kijevi vajdaság(wd) déli részéről – Kijev városát kivéve. E két utóbbi terület a Magas Porta hűbéresének, a zaporozsjei kozák Hetmanátusnak a rendelkezése alá került.

Ezen túlmenően a lengyel korona 22 000 arany zlotyi hűbéradó (harács) megfizetésére is kötelezte magát. A katonailag meggyengült Lengyelország ezzel de jure az Oszmán Birodalom hűbéres fejedelemségévé süllyedt.

## Következmények
A súlyos és megalázó feltételeket tartalmazó szerződés elfogadása Lengyelországban erős ellenállásba ütközött. A „buczacz-i szégyenteljes béke” törvénybe iktatását (ratifikálását) a szejm visszautasította. A hűbéri adó megfizetését is megtagadták.
1673 áprilisában az ellenségeskedések kiújultak, a lengyel–török háború folytatódott. 1673 novemberében Wiśniowiecki Mihály király váratlanul elhunyt. Halálának másnapján, november 11-én Sobieski János, a korona nagyhetmanja a chocimi csatában súlyos vereséget mért a török–tatár és a velük együtt harcoló renegát kozák seregekre. 1674. május 19-én Sobieski Jánost, a győztes hadvezért Lengyelország királyává választották. A katonai helyzet megváltozásával a bucsacsi szerződés aktualitását vesztette.
1676-ban a zsuravnói csata után Żurawno (ma: Zsuravno) városában új fegyverszüneti szerződést kötöttek, melynek értelmében Lengyelország visszakapta Podólia egy részét, de Kamenec-Podolszk a törökök kezén maradt. Összes elvesztett területeit a Lengyel–Litván Unió csak több, mint két évtizeddel később, az 1699. január 26-án aláírt karlócai békeszerződés értelmében kapta vissza az Oszmán Birodalomtól.

## Kapcsolódó szócikk
- Lengyel–török háború (1672–1676)(wd)